# ロイ・トムソン・ホール
ロイ・トムソン・ホール（Roy Thomson Hall）は、カナダのトロントにあるコンサートホール。トロント交響楽団とトロント・メンデルスゾーン合唱団の本拠地である。座席数は3540名である。
1982年にロイ・トムソンの資金450万カナダドルを投じて完成。 2002年に全面改修を行った。毎年トロント国際映画祭の会場として使用されているほか、映画のX-メンの撮影場所としても使用された。
以前はニュー・マッシー・ホールだった。